# 沙巴猪尾鼠
沙巴猪尾鼠（学名：Typhlomys chapensis），一种分布于越南北部及中国云南省东南部地区的小型哺乳动物，隶属于刺山鼠科（刺睡鼠科）猪尾鼠属。本种原被视为猪尾鼠（Typhlomys cinereus）沙巴亚种，2014年俄罗斯学者将其提升为独立种。模式产地为越南沙巴。2017年中国学者通过系统发育关系研究结果，将原猪尾鼠景东亚种应为本种的一个亚种。

## 形态特征
沙巴猪尾鼠体型较大，体长85.7±2.00毫米。躯体腹面乌黄色；手背淡白色，足背呈暗黑色。